# 斯科特·弗兰德森
斯科特·弗兰德森（英語：Scott Frandsen，1980年7月21日—），加拿大男子赛艇运动员。他曾代表加拿大参加2004年、2008年和2012年夏季奥林匹克运动会赛艇比赛，其中2008年奥运会获得一枚银牌。